# عبدالله وثوق
میرزا عبدالله خان معتمدالسلطنه (اردیبهشت ۱۲۶۳–۵ مهر ۱۳۳۱) که نام خانوادگی وثوق را برگزید، نماینده دوره‌های چهارم، پنجم، ششم و پانزدهم مجلس شورای ملی بود.

## تولد و خانواده
پدرش ابراهیم خان معتمدالسلطنه از رجال قاجار و برادران ناتنی اش قوام السلطنه و وثوق الدوله از دولتمردان مهم تاریخ معاصر ایرانند. مادرش محترم السلطنه دختر بدیع‌الدوله میرزا عمادالدوله همدانی بود. 

## تحصیلات و فعالیت اداری
برای تحصیل در امور مالی به اروپا فرستاده شد و در بازگشت به خدمت وزارت مالیه درآمد و مستوفی آذربایجان شد. پدرش برای او از شاه لقب قوام حضور گرفت. مدتی معاون و چندی هم کفیل (سرپرست) وزارت مالیه شد و لقب وثوق السلطنه گرفت. با مرگ پدرش در سال ۱۲۹۷ لقبش به او رسید و معتمدالسلطنه شد. 

## نمایندگی مجلس
در انتخابات دوره چهارم مجلس شورای ملی که یک برادرش وثوق الدوله نخست‌وزیر و برادر دیگرش قوام السلطنه والی خراسان بود، از درگز انتخاب شد. هنگام بررسی اعتبارنامه اش در آغاز کار مجلس، شیخ محمدجواد نماینده مشهد اعتراض کرد که در درگز کسی او را نمی‌شناسد و به امانت و درستکاری نیز شناخته نمی‌شود؛ بنابراین شروط نمایندگی را دارا نیست. او خطاب به نمایندگان گفت: «به نام یک نفر خراسانی می‌گویم بنده معتمدالسلطنه را نماینده خراسان نمی‌دانم و فریاد می‌زنم که ایشان را به حلقوم خراسانی فروکرده اند». تلگرافی هم به امضای شمار زیادی از افراد سرشناس درگز به مجلس رسید که اعلام می کرد معتمدالسلطنه در این شهرستان، شناخته شده نیست. در نتیجه رسیدگی به اعتبارنامه معتمدالسلطنه برای بررسی بیشتر به تعویق افتاد.  در این بین، همان کسانی که از درگز به مجلس تلگراف کرده بودند، در تلگراف دیگری گواهی قبلی خود را پس گرفته، اعلام کردند که آن تلگراف زیر فشار مأموران کلنل محمدتقی خان پسیان فرستاده شده بوده و اکنون که این فشار برداشته شده، اظهار شناسایی معتمدالسلطنه و رضایت از انتخاب او را می کنند. مجلس نیز در پانزدهم آبان ۱۳۰۰ به اعتبارنامه معتمدالسلطنه رأی موافق داد. 
در دوره پنجم او بار دیگر از سرخس به نمایندگی انتخاب شد. این بار سید حسن مدرس به اعتبارنامه‌اش اعتراض کرد و گفت که معتمدالسلطنه معتمدالسلطنه «همیشه حسب‌الفرموده آقای رئیس‌الوزراء [سردارسپه] باید انتخاب شوند. در دوره سابق هم همین طور شد». با این حال، او با پنجاه رأی موافق از ۹۱ نماینده حاضر در جلسه رأی آورد  و در دوره ششم نیز به نمایندگی انتخاب شد. در انتخابات مجلس پانزدهم نیز که هنگام نخست‌وزیری برادرش قوام السلطنه برگزار شد، از زابل به نمایندگی رسید. 

## کناره گیری از سیاست و درگذشت
پس از پایان دوره پانزدهم از سیاسیت کناره گرفت و به رسیدگی به املاکش مشغول بود. عبدالله وثوق در مقبره خانوادگی در ایوان اتابک حرم فاطمه معصومه در قم به خاک سپرده شد. ماژور مسعود خان کیهان که پس از کودتای سوم اسفند ۱۲۹۹ وزیر جنگ شد و سرلشکر فولادوند دامادهای او بودند.